# Patricia Velásquez
Patricia Carola Velásquez Semprún (Maracaibo, 31 de enero de 1971) es una modelo, actriz, filántropa y exreina de belleza venezolana. Concursó en el Miss Venezuela 1989 logrando el lugar de segunda finalista y representó a Venezuela en el certamen Queen of the World 1989. Como actriz, Velásquez es principalmente conocida por su papel de Anck-Su-Namun en la película La momia (1999) y su secuela, The Mummy Returns (2001). Pertenece también al pueblo wayúu.

## Biografía

### Primeros años

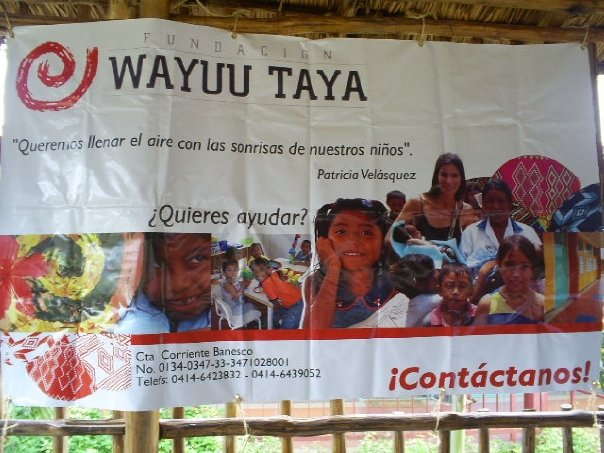
Valla de Wayuúu Tayá, organización benéfica fundada por Velásquez.

Patricia nació el 31 de enero de 1971 en la ciudad de Maracaibo, Zulia, como la quinta de seis hermanos. Su madre, Lidella Semprún, proviene de la etnia indígena colombo-venezolana Wayú y su padre, Aquiles Velásquez, es mestizo. Ambos eran profesores y criaron a sus seis hijos en varios lugares, tales como Maracaibo y Barquisimeto, en Venezuela, Pátzcuaro, en México y París, en Francia.
Desde su adolescencia, a Velásquez le llamaron la atención las artes escénicas, y comenzó introduciéndose en el mundo del espectáculo mediante la danza artística; en 1989 participó en el afamado concurso de belleza Miss Venezuela donde representó a la Península Guajira, y aunque no ganó la corona principal logró el puesto de segunda finalista y representó a Venezuela en el certamen Internacional: Queen of the World 1989, donde no logró clasificar pero se proyectó al mundo a partir de dicho evento.
Como modelo destacó en las pasarelas de Milán, París y Nueva York, siendo esta última ciudad su hogar durante el mayor tiempo de su carrera como modelo profesional, que la llevó a trabajar con los gigantes de la pasarela, como Lagerfeld, Chanel y Dior, entre otras afamadas casas de moda. En 2002, creó la fundación sin fines de lucro Wayúu Tayá dedicada a la asistencia de los Wayú, un grupo de indígenas colombo-venezolanos. El 20 de mayo de 2009, recibió en la ciudad de Nueva York, un reconocimiento por parte del comité de Women Together y el Consejo Económico y Social de la Organización de las Naciones Unidas (ONU), por su labor humanitaria a través de su Fundación Wayuu Taya, que beneficia a los indígenas venezolanos respetando su cultura y tradiciones.

### Carrera
En 1992, obtuvo una aparición en el vídeo musical Breaking the Girl de la banda californiana Red Hot Chili Peppers. Velásquez apareció en el rol de Anck-Su-Namun en la película La momia, en 1999; en su segunda parte The Mummy Returns en (2001) y en ¡Fidel! en 2002, interpretando a la primera esposa de Fidel Castro. Ha interpretado el personaje de Celia González en el primer episodio de la 4.ª temporada de CSI: Miami (2002-2006), titulado en inglés "From the Grave" y dirigido por Karen Gaviola. También ha sido estrella invitada en la última temporada de Ugly Betty en 2010, encarnando a una actriz en una sesión de fotos.
Durante su presentación en el late show Ya es medio día en China, transmitido por Sony Entertainment Television para Latinoamérica el día 16/10/2007, anunció su futura participación especial en la controvertida serie de televisión The L Word, la cual fue confirmada: interpretaría a una actriz convocada para la película "Lez Girl" dentro de la misma serie. Participó en la Temporada número 12 del programa de televisión The Celebrity Apprentice que dirige Donald Trump, siendo eliminada en el 6.º episodio. También protagonizó la película Liz en septiembre, interpretando a una lesbiana con cáncer.

### Labor filantrópica
Wayúu Tayá, la fundación fundada en 2002 por Velásquez para ayudar a los 500.000 Wayú del estado de Zulia tiene como sus principales objetivos llevarles esperanza a los habitantes de esta comunidad indígenas situada en la Guajira venezolana, labor filantrópica que va en crecimiento con el pasar de los años. En 2005, hace realidad su primera y más trascendental ilusión el "Proyecto Techo", ofreciendo educación, comida y atención sanitaria a 175 niños, y creando un centro de trabajo y aprendizaje para más de 100 mujeres en la Guajira venezolana que está activa al día de hoy. La organización Wayúu Tayá cuenta con unos 42 voluntarios que trabajan en la Guajira venezolana y en un futuro planean expandirse hasta otras zonas indígenas del país debido a las necesidades de las comunidades indígenas.
Programa los Lechosos: Este programa provee educación formal a más de 310 niños de recursos limitados en edades de entre 4 y 12 años. El proyecto por la necesidad de contar con espacios adecuados y seguros para el aprendizaje. Previo a la construcción de los salones educativos, la mayoría de los wayúu recibía clases a la sombra de los árboles conocidos como los “Lechosos”, bajo los cuales los indígenas suelen protegerse de la lluvia y del sol. “Tepichi Talashi”, que significa “hogar feliz” en lengua wayúu (wayunaiki), es el nombre del primer preescolar y escuela primaria de la Fundación Wayúu Taya. Estas instituciones cuentan con las facilidades básicas para que más de 300 niños cursen el primer ciclo de educación formal. Las clases en ambas sedes educativas se imparten español y en dialecto wayuainiki. El programa “Tecnología para la Educación del Wayúu (TEW)” es un proyecto educativo diseñado por la Fundación Wayúu Tayá para, con el uso de la tecnología computarizada, apoyar la formación de los niños wayúu como individuos bilingües, fortalecer su identidad y sentido de pertenencia a la etnia y fomentar el liderazgo para el desarrollo de sus comunidades. Este novedoso proyecto fue iniciado en la U.E. Jesús Redentor, con el fin de estimular las capacidades de autoaprendizaje de los niños mediante del uso herramientas de software multimedia diseñadas con elementos propios de su entorno sociocultural.
“Shukumajaya”, que significa inicio en este dialecto indígena, es el nombre wayúu escogido para identificar la primera instalación edificada por esta organización para que las mujeres indígenas se reúnan y trabajen protegidas de las inclemencias del tiempo. La Shukumajaya es un gran bohío o churuata donde ellas puedan tejer. Las actividades son constantes, y variadas como lo son la prevención de enfermedades y la educación. En marzo de 2011 se realizó la Jornada Integral de Salud 2011, en la cual estuvo presente Velásquez impulsando estas labores. En abril de 2011 Velázquez presidió la inauguración de la escuela “El Mogú”, ubicada en el municipio Mara, del estado Zulia que cosnta de 8 aulas con capacidad de 25 alumnos, 2 módulos de baños, cancha múltiple, cocina, parque infantil y la dirección. En contacto con la prensa nacional e internacional Velásquez declaró: “Quiero, necesito ayudar a esos niños wayuu. Muchos en esa comunidad no estudian, yo quiero devolverles el autoestima. Todos hemos sufrido en algún momento por falta de amor propio, incluso yo, y sé que poniéndolos a estudiar lograremos cambios muy buenos en ellos”.

## Vida personal
Velásquez es abiertamente lesbiana. Tiene una hija, Maya, con su exnovia Lauren.

## Filmografía
| Películas | Películas                  | Películas               | Películas                                     | Películas |
| Año       | Título                     | Personaje               | Director                                      |           |
| --------- | -------------------------- | ----------------------- | --------------------------------------------- | --------- |
| 1996      | El Jaguar                  | Maya                    | Francis Veber                                 |           |
| 1997      | Eruption                   | Sarah Gilmore           | Gwyneth Gibby                                 |           |
| 1999      | Beowulf                    | Pendra                  | Graham Baker                                  |           |
| 1999      | No Vacancy                 | Ramona                  | Maryus Vaysberg                               |           |
| 1999      | La momia                   | Anck-Su-Namun           | Stephen Sommers                               |           |
| 2000      | Nena, olvídame             | Carmen                  | Lisa Krueger                                  |           |
| 2000      | Facade                     | Beth Galocca/Monica Roy | Carl Colpaert                                 |           |
| 2000      | San Bernardo               | Claudia                 | Joan Potau                                    |           |
| 2000      | Turn It Up                 | Mara Dante              | Robert Adetuyi                                |           |
| 2001      | El regreso de la momia     | Meela/Anck-Su-Namun     | Stephen Sommers                               |           |
| 2002      | ¡Fidel!                    | Mirta Díaz Balart       | David Attwood                                 |           |
| 2004      | Mindhunters                | Nicole Wills            | Renny Harlin                                  |           |
| 2004      | Zapata, el sueño del héroe | Josefa                  | Alfonso Arau                                  |           |
| 2004      | 12 días para navidad       | Isabel                  | Martha Coolidge                               |           |
| 2011      | Cenizas eternas            | Lorena Perales          | Margarita Cadenas                             |           |
| 2011      | Almighty Thor              | Karen                   | Christopher Ray                               |           |
| 2013      | Liz en septiembre          | Liz                     | Fina Torres                                   |           |
| 2016      | Guys Reading Poems         | Madre                   | Hunter Lee Hughes                             |           |
| 2017      | Pequeños héroes            | Pilar (Voz)             | Juan Pablo Buscarini                          |           |
| 2019      | The Curse of La Llorona    | Patricia Álvarez        | Michael Chaves                                |           |
| 2021      | List of a lifetime         | Meg                     | Roxy Shih                                     |           |
| 2021      | Free Dead or Alive         | Soledad                 | Erik H. Bernard                               |           |
| 2021      | Malignant                  | Enfermera Velázquez     | James Wan                                     |           |
| 2022      | El misterio del viñedo     | Mariela Vicuña          | Eve Symington                                 |           |
| 2022      | Satanic hispanics          | Maribel                 | Alejandro Brugués, Mike Mendez y Demian Rugna |           |
| 2024      | Rehén de una mentira       | Camila                  | Julia Verdin                                  |           |
| 2025      | No Address                 | Gabrielle               | Julia Verdin                                  |           |

| 2001        | Ed                   | Sonja Amata (Episodio 5)               |
| 2002 - 2004 | American Family      | Adela/Elena                            |
| 2004        | Arrested Development | Marta                                  |
| 2004        | Rescue Me            | Nez (Temp. 1 - Episodios 4 & 5)        |
| 2005        | CSI: Miami           | Celia (Temp. 4 - Episodio 1)           |
| 2007 - 2010 | The L word           | Karina                                 |
| 2010        | Ugly Betty           | Victoria (Temp. 4 - Episodio 13)       |
| 2018        | Hawaii Five-0        | Teresa Estrada (Temp. 9 - Episodio 19) |

| Programas y reality | Programas y reality | Programas y reality            | Programas y reality | Programas y reality |
| Año                 | Título              | Personaje                      | Canal               |                     |
| ------------------- | ------------------- | ------------------------------ | ------------------- | ------------------- |
| 1989                | Miss Venezuela 1989 | Candidata (Miss P. La Guajira) | Venevision          |                     |
| 2012                | The Apprentice      | Participante                   | NBC                 |                     |
| 2019                | Premio Lo Nuestro   | Presentadora                   | Univision           |                     |
| 2019                | Venezuela Aid Live  | Presentadora                   | Varios canales      |                     |

## Premios, reconocimientos y nominaciones
| Año  | Reconocimiento                  |
| ---- | ------------------------------- |
| 2009 | Artista por la paz de la UNESCO |
| 2009 | Women Together Award            |
| 2010 | Solidarity Award                |
| 2022 | Imagen Awards                   |